# Coppa di Grecia (pallavolo maschile)
La Coppa di Grecia è una competizione pallavolistica per squadre di club greche maschili, organizzata con cadenza annuale dalla EOPE.

## Edizioni
| Edizione         | Edizione             | Podio             | Podio         | Podio                    |
| Anno             | Sede della finale    | Campione          | Risultato     | Finalista                |
| ---------------- | -------------------- | ----------------- | ------------- | ------------------------ |
| 1980-81 Dettagli | Atene                | Olympiakos        | 3 - 0         | Ethnikos Alexandroupolīs |
| 1981-82 Dettagli | Atene                | Panathīnaïkos     | 3 - 0         | Esperos Bisanzio         |
| 1982-83 Dettagli | Salonicco            | Olympiakos        | 3 - 1         | PAOK                     |
| 1983-84 Dettagli | Atene                | Panathīnaïkos     | 3 - 1         | Olympiakos               |
| 1984-85 Dettagli | Il Pireo             | Panathīnaïkos     | 3 - 0         | Olympiakos               |
| 1985-88          | -                    | Non disputata     | Non disputata | Non disputata            |
| 1988-89 Dettagli | Nea Smirni, Atene    | Olympiakos        | 3 - 0         | Arīs Salonicco           |
| 1989-90 Dettagli | Nea Smirni, Atene    | Olympiakos        | 3 - 0         | Panathīnaïkos            |
| 1990-91          | -                    | Non disputata     | Non disputata | Non disputata            |
| 1991-92 Dettagli | Salonicco            | Olympiakos        | 3 - 0         | Arīs Salonicco           |
| 1992-93 Dettagli | Salonicco            | Olympiakos        | 3 - 0         | Orestiada                |
| 1993-96          | -                    | Non disputata     | Non disputata | Non disputata            |
| 1996-97 Dettagli | Lamia                | Olympiakos        | 3 - 1         | Arīs Salonicco           |
| 1997-98 Dettagli | Pyrgos               | Olympiakos        | 3 - 0         | Arīs Salonicco           |
| 1998-99 Dettagli | Drama                | Olympiakos        | 3 - 1         | AEK Atene                |
| 1999-00 Dettagli | Patrasso             | Īraklīs Salonicco | 3 - 0         | Olympiakos               |
| 2000-01 Dettagli | Xanthi               | Olympiakos        | 3 - 0         | Īraklīs Salonicco        |
| 2001-02 Dettagli | Salonicco            | Īraklīs Salonicco | 3 - 1         | Arīs Salonicco           |
| 2002-03 Dettagli | Calamata             | Nikaia            | 3 - 2         | Panathīnaïkos            |
| 2003-04 Dettagli | Orestiada            | Īraklīs Salonicco | 3 - 1         | Olympiakos               |
| 2004-05 Dettagli | Rethymno             | Īraklīs Salonicco | 3 - 0         | Olympiakos               |
| 2005-06 Dettagli | Amaliada             | Īraklīs Salonicco | 3 - 0         | Panathīnaïkos            |
| 2006-07 Dettagli | Patrasso             | Panathīnaïkos     | 3 - 0         | Lamia                    |
| 2007-08 Dettagli | Orestiada            | Panathīnaïkos     | 3 - 1         | Patrōn                   |
| 2008-09 Dettagli | Palaio Faliro, Atene | Olympiakos        | 3 - 2         | Panathīnaïkos            |
| 2009-10 Dettagli | Palaio Faliro, Atene | Panathīnaïkos     | 3 - 2         | Olympiakos               |
| 2010-11 Dettagli | Orestiada            | Olympiakos        | 3 - 1         | Īraklīs Salonicco        |
| 2011-12 Dettagli | Siro                 | Īraklīs Salonicco | 3 - 1         | Lamia                    |
| 2012-13 Dettagli | Rethymno             | Olympiakos        | 3 - 0         | Foinikas Syro            |
| 2013-14 Dettagli | Calamata             | Olympiakos        | 3 - 1         | Kīfisia                  |
| 2014-15 Dettagli | Siro                 | PAOK              | 3 - 1         | Olympiakos               |
| 2015-16 Dettagli | Glifada              | Olympiakos        | 3 - 0         | Kīfisia                  |
| 2016-17 Dettagli | Salonicco            | Olympiakos        | 3 - 1         | Kīfisia                  |
| 2017-18 Dettagli | Rodi                 | PAOK              | 3 - 0         | Īraklīs Salonicco        |
| 2018-19 Dettagli | Ierapetra            | PAOK              | 3 - 1         | Īraklīs Salonicco        |
| 2019-20 Dettagli | -                    | Non terminata     | Non terminata | Non terminata            |
| 2020-21          | -                    | Non disputata     | Non disputata | Non disputata            |
| 2021-22 Dettagli | Glifada              | PAOK              | 3 - 0         | Foinikas Syro            |
| 2022-23 Dettagli | Calamata             | PAOK              | 3 - 1         | Olympiakos               |
| 2023-24 Dettagli | Larissa              | Olympiakos        | 3 - 2         | Milōn                    |
| 2024-25 Dettagli | Arta                 | Olympiakos        | 3 - 1         | PAOK                     |

## Palmarès
| Squadra           | Titolo | Edizione |
| ----------------- | ------ | --- |
| Olympiakos        | 18     | 1980-81, 1982-83, 1988-89, 1989-90, 1991-92, 1992-93, 1996-97, 1997-98, 1998-99, 2000-01 2008-09, 2010-11, 2012-13, 2013-14, 2015-16, 2016-17, 2023-24, 2024-25 |
| Panathīnaïkos     | 6      | 1981-82, 1983-84, 1984-85, 2006-07, 2007-08, 2009-10 |
| Īraklīs Salonicco | 6      | 1999-00, 2001-02, 2003-04, 2004-05, 2005-06, 2011-12 |
| PAOK              | 5      | 2014-15, 2017-18, 2018-19, 2021-22, 2022-23 |
| Nikaia            | 1      | 2002-03 |